# Maurilia lubina
Maurilia lubina är en fjärilsart som beskrevs av Heinrich Benno Möschler 1884. Maurilia lubina ingår i släktet Maurilia och familjen trågspinnare. Inga underarter finns listade i Catalogue of Life.